# Bolbiprimitia
Bolbiprimitia is een geslacht van uitgestorven kreeftachtigen uit de klasse van de Ostracoda (mosselkreeftjes).

## Soorten
- Bolbiprimitia falculata Martinsson, 1962 †
- Bolbiprimitia inaequalis (Jones, 1888) Martinsson, 1957 †
- Bolbiprimitia limbata Swartz & Whitmore, 1956 †
- Bolbiprimitia schmitti Copeland, 1973 †
- Bolbiprimitia schulganesterencoae Egorova & Samoilova, 1967 †
- Bolbiprimitia tamsaluensis (Stumbur, 1962) Sarv, 1968 †
- Bolbiprimitia teresaccula Swartz & Whitmore, 1956 †